# 林谷浩二
林谷 浩二（はやしだに こうじ）は日本の元検察官。大阪地方検察庁特別捜査部勤務の際、障害者郵便制度悪用事件の捜査において、容疑者であった村木厚子の関係者の取り調べメモを破棄したとして、國井弘樹、遠藤裕介及び関係する上司等らとともに、三井環から偽証及び証拠隠滅の罪で告発されたが、不起訴となった。その後、東京地方検察庁兼法務省矯正局、東京地方検察庁立川支部を経て、2013年9月10日付けで、検察官を辞職し、弁護士に転身した。

## 経歴
広島県広島市出身。1991年広島城北中学校卒業、1994年広島城北高等学校卒業、1997年司法試験合格、1999年慶應義塾大学法学部法律学科卒業。大阪地方検察庁検事を経て、2010年4月1日東京地方検察庁検事兼法務省矯正局付法務事務官、2013年7月10日法務事務官併任解除、東京地方検察庁立川支部検事、2013年9月10日付辞職。同年広島弁護士会登録、横谷法律特許事務所弁護士、日本刑事政策研究会会員。

## 障害者郵便制度悪用事件
- 障害者郵便制度悪用事件の捜査において、厚生労働省関係者らの取調べを担当したが、公判において、証人が次々と村木の関与を認めた検察官面前調書(以下「調書」という。)の内容を否定し、調書の信用性の有無を判断するカギとなっていたため、弁護側は取り調べメモの開示を求めるなどして、その証拠能力を争っていた。

### 取り調べメモの廃棄
- 林谷は、障害者郵便制度悪用事件における村木厚子の第14回公判（2010年3月18日）において、取り調べ時に作成したメモについては「関係者のプライバシーが書かれている上、わたしにとって必要がないので廃棄した」と証言した[8]。村木の公判においては、証人が次々と村木の関与を認めた調書の内容を否定し、調書の信用性の有無を判断するカギとなっていたため、弁護側は取り調べメモの開示を求めていた。
- また2010年3月24日の第15回公判では、「証拠開示の対象であることは分かっていた」と証言した[9]。弁護側は、「証拠隠滅ではないか」と詰め寄ったが、「そうは思わなかった」とかわした[9]。また「取り調べで大声を出したことがある」とも証言した[9]。
- 取り調べメモについては、最高裁判所が2007年12月、警察官の備忘録について「個人的メモの域を超えた公文書」として証拠開示の対象になるとの判断を示したため、最高検察庁は2008年7月及び10月に、同庁刑事部長名で取り調べメモの取り扱いについて各地検に通知し、取り調べ状況が将来争いになる可能性があると捜査担当検事が判断した場合は、取り調べメモを公判担当検事に引き継ぐことや、公判担当検事は取り調べメモを一定期間保管することを求めていたため、取り調べメモの廃棄は最高検察庁の通知に反するものだったと報道された。[10]。
- その一方で、最高検察庁が全国の高等検察庁及び地方検察庁に対し「必要性の乏しいものを安易に保管しておくことで。開示を巡る無用の問題が生じかねない」、「取調べメモは、そこに記載された供述内容等について，供述調書や捜査報告書が作成されれば，不要となるものであり」、「捜査の秘密の保持や関係者の名誉及びプライバシー保護の観点から、安易に保管を継続することなく廃棄すべきものである。」とする連絡文書を、その通知の補足説明として発していたことも明らかとなった[11]，
- 最高検察庁が作成したこの事件の問題点に関する報告書である「いわゆる厚労省元局長無罪事件における捜査・公判活動等の問題点等について（公表版）」の35ページには「各検察官が取調べメモを廃棄したことは，それぞれ保管の必要がないものと判断して行われたものであり，通知の趣旨に反するものとは認められない」と記載されている[3]一方、36ページには「例えば、Cの被疑者ノートのように日々の取調べの状況が具体的に記載された資料が存在し、Cが公判廷においてそれに沿った供述をしたのに対し、検察官の証言に関する客観的な資料が存在しないという状況において、Cの証言が排斥されないという判断がなされたことは、取調べメモの不存在が影響した可能性は否定できない」としている[3]。

### 林谷の法廷での証言
- 村木厚子の公判における証言は次のとおり。

- 第14回公判（2010年3月18日）における証言
  - 取り調べ時に作成したメモについては「関係者のプライバシーが書かれている上、わたしにとって必要がないので廃棄した」と証言した[8]。
  - メモを取ったノート2冊を廃棄した理由を聞かれ「私にとって必要ないから」[12]。
  - 「被告人の一人である村木さんは、犯行を否認していますよね。そうすると他の関係者の取調べ内容などが必要になることもあるのでは。手元に取っておこうとは思わないのですか」と聞かれ「残す、残さないは自分の判断です」[12]。
  - 「証拠開示の対象になるのは知ってましたか」との問いに、「当然。残っていれば対象になりますね」[12]。
  - 「（あなたのメモは）対象にならないとでも？」との問いに、「はい。重要なものなら残してますよ」[12]。
  - 「（石井一への報告の）4分数十秒の電話交信記録がある」と言って証言を引き出した、とされる件については「通話記録があるなら教えて、と言い出した。自分は通話記録があるとは一切言っていない」とした[12]。

- 2010年3月24日の第15回公判における証言
  - 取調べメモは、一定の場合には「証拠開示の対象であることは分かっていた」と証言した[9]。弁護側は、「証拠隠滅ではないか」と詰め寄ったが、「そうは思わなかった」とかわした[9]。また「取り調べで大声を出したことがある」とも証言した[9]。
  - 弁護人の「あなたは大声を上げることもあるそうですが、どのような意図で」との問いに、「被疑者が事実と違うことを言うからですよ。検察官には分かってるぞということを伝える時や、おかしい事をおかしいという場面では声を大きくしなければならないでしょう」[13]。
  - 弁護人からの「（被告人のひとりに）検察をなめるのか、とか一泊か二泊かして行くか、などと言ったそうですが・・・弁護人から、録音・録画の申し入れを受けてましたよね」との問いに「記憶にありません」[13]
  - 裁判長の「メモ開示の趣旨は理解してますか」との問いに、「はいはいはい....。でも、その趣旨に則るようなことは書いてません」[13]

## 主な担当事件
- 障害者郵便制度悪用事件

## 主な著作
- 「矯正職員のための法律学講座」（東京法令出版）[14]
- 「拷問等禁止条約の履行状況に関する政府報告審査について」（刑政第124巻第11号））[14]
- 「受刑者の国際移送の現状と課題」（刑事法ジャーナル27巻21頁））[14]
- 「債権の担保権設定者の地位の再検討 物上保証人の地位の再検討」（慶應義塾大学・法律学研究28号39頁））[14]